# Szaúd-Arábia
Szaúd-Arábia (arabul: المملكة العربية السعودية, Al-Mamlakah Al-Arabijah Asz-Szaúdijah, Szaúd-arábiai Királyság) több mint 2 millió km²-es ország Ázsiában, a Közel-Keleten, az Arab-félszigeten.
Nevének első része az uralkodócsalád, a Szaúd-ház nevét őrzi. Teljhatalmú uralkodóinak címe malik, azaz a király; 2015 óta Szalman ibn Abdul-Aziz tölti be ezt a pozíciót.
2019-ben a világ második legnagyobb kőolajkitermelője és a világ legnagyobb olajexportőre.
Itt található az iszlám vallás központja, a mekkai szent mecset, amerre minden hívő az imáját végzi (kiblá) és ahová évente hívők milliói zarándokolnak el (haddzs). Az országot néha „a két szent mecset földjének” is nevezik, a mekkai és medinai mecsetek után, amely az iszlám világ két legszentebb helye. A vahhábizmus államvallás. A vallásról alkotott kép az országban fundamentalista, és az iszlám jogot konzervatív módon értelmezik. Szaúd-Arábia támogatja és finanszírozza az iszlamista neofundamentalizmus globális terjedését, amely a saría jogot kívánja érvényesíteni a társadalmakban. 
1992-ben az uralkodó irányítása alatti abszolutizmust, mint kormányzati formát az alaptörvényben rögzítették. Az országot a mai napig tekintélyuralmi rendszer irányítja és nincs véleménynyilvánítási szabadság. Naponta történnek súlyos emberi jogi jogsértések; rendszeresen végrehajtanak olyan büntetéseket, mint az amputáció, a megkövezés, megkorbácsolás és halálbüntetés; utóbbit a homoszexualitásért is. Noha a társadalmi szigor némileg mérséklődött, mióta Mohammed bin Szalmán került hatalomra, az ország még mindig a világ legrosszabb helyei közé tartozik a nők jogait illetően.
A hadseregén keresztül Szaúd-Arábia a Közel-Kelet egyik legerősebb katonai hatalma. A Jemenben 2015 óta végrehajtott katonai beavatkozásukat nemzetközileg destabilizálónak tekintették és hozzájárult az ottani humanitárius katasztrófához. A bel- és külpolitika különböző kritikái ellenére a nyugati világ legtöbb kormánya jó kapcsolatokat ápol Szaúd-Arábiával, mert országuk erősen függ a kőolajtól. Az olajexportjának köszönhetően a világ egyik leggazdagabb országa  és a nagyon magas emberi fejlettségű (HDI) országok közé tartozik.

## Földrajz

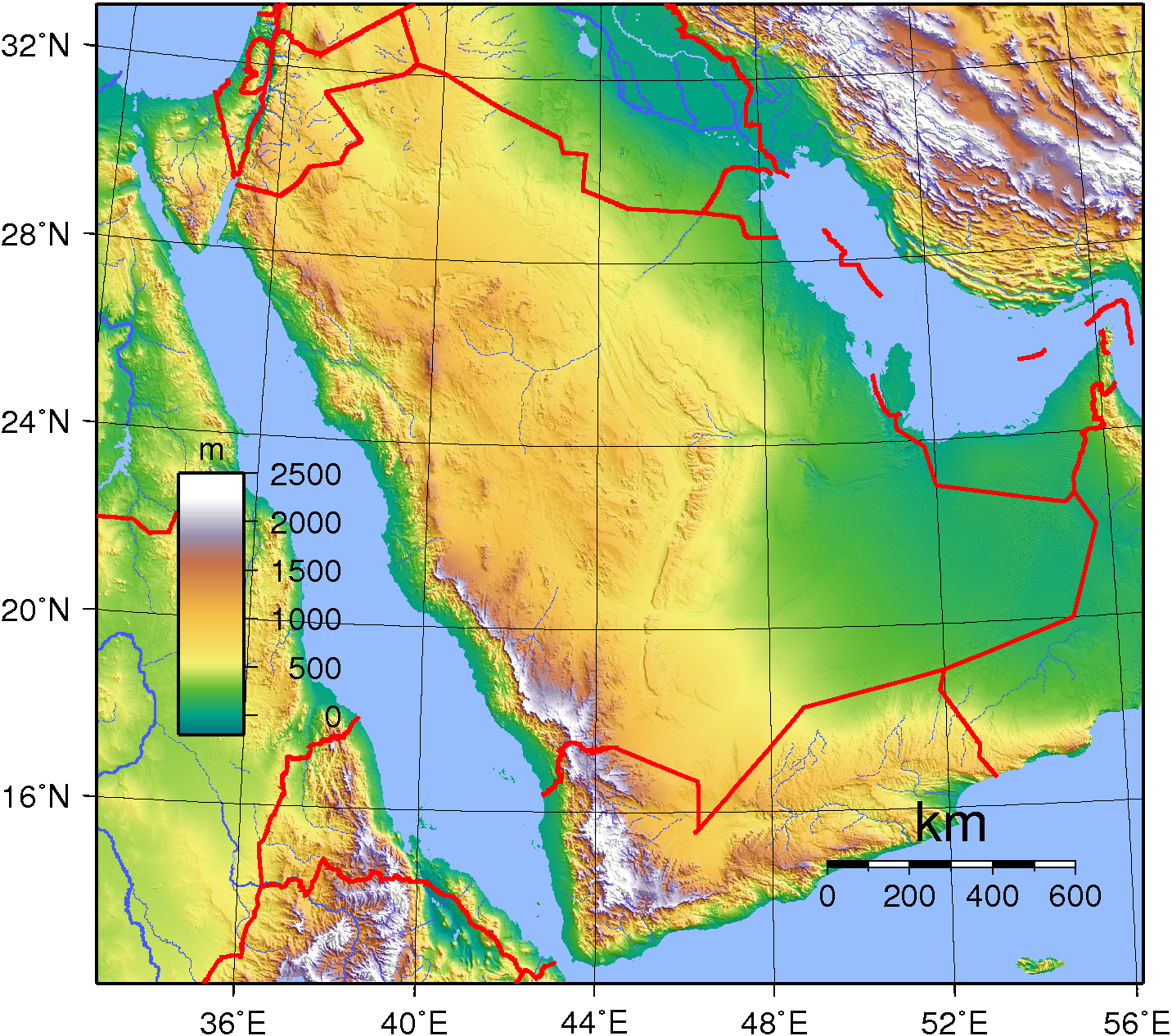
Domborzati térkép
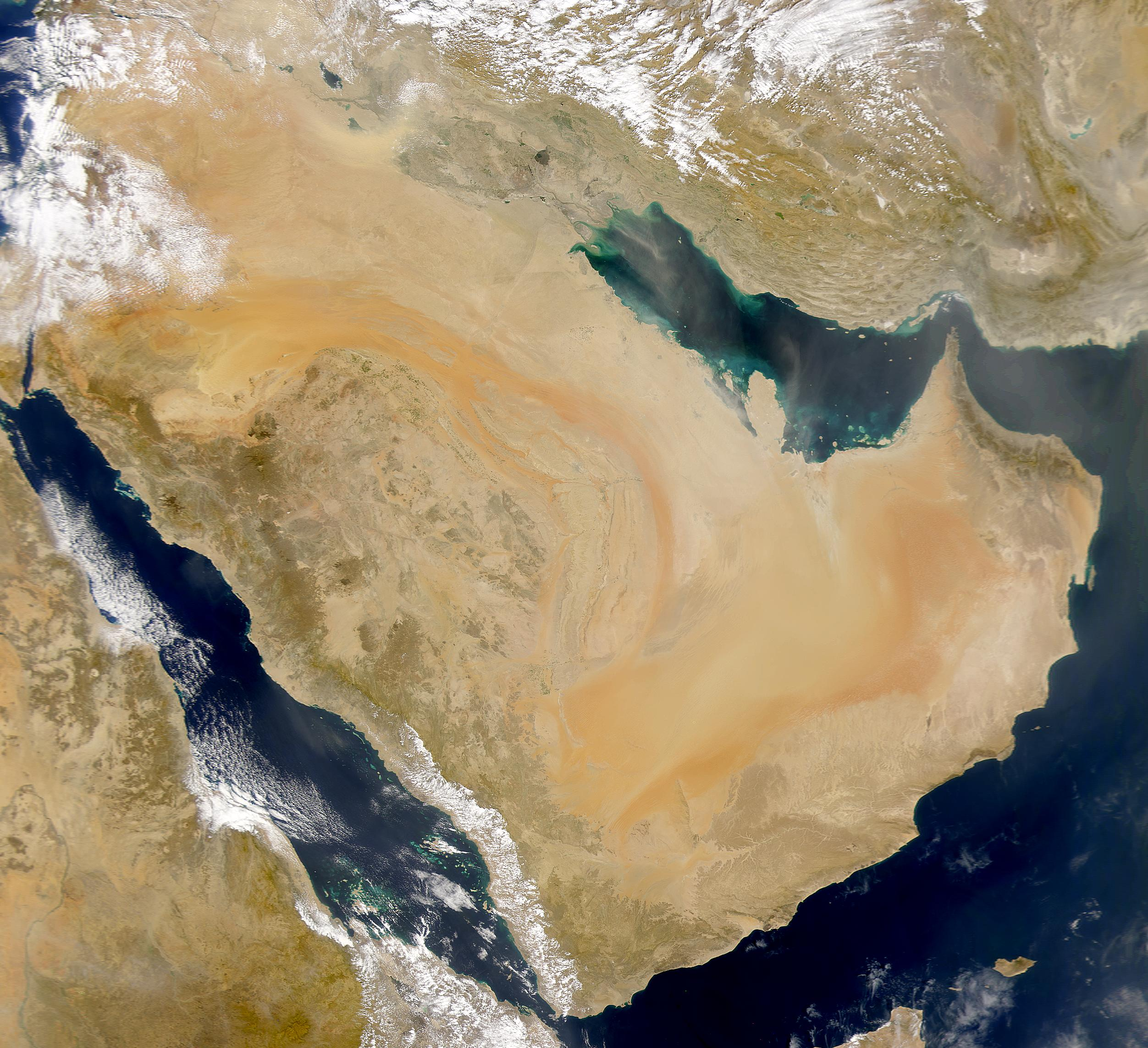
Az Arab-félsziget műholdas képe
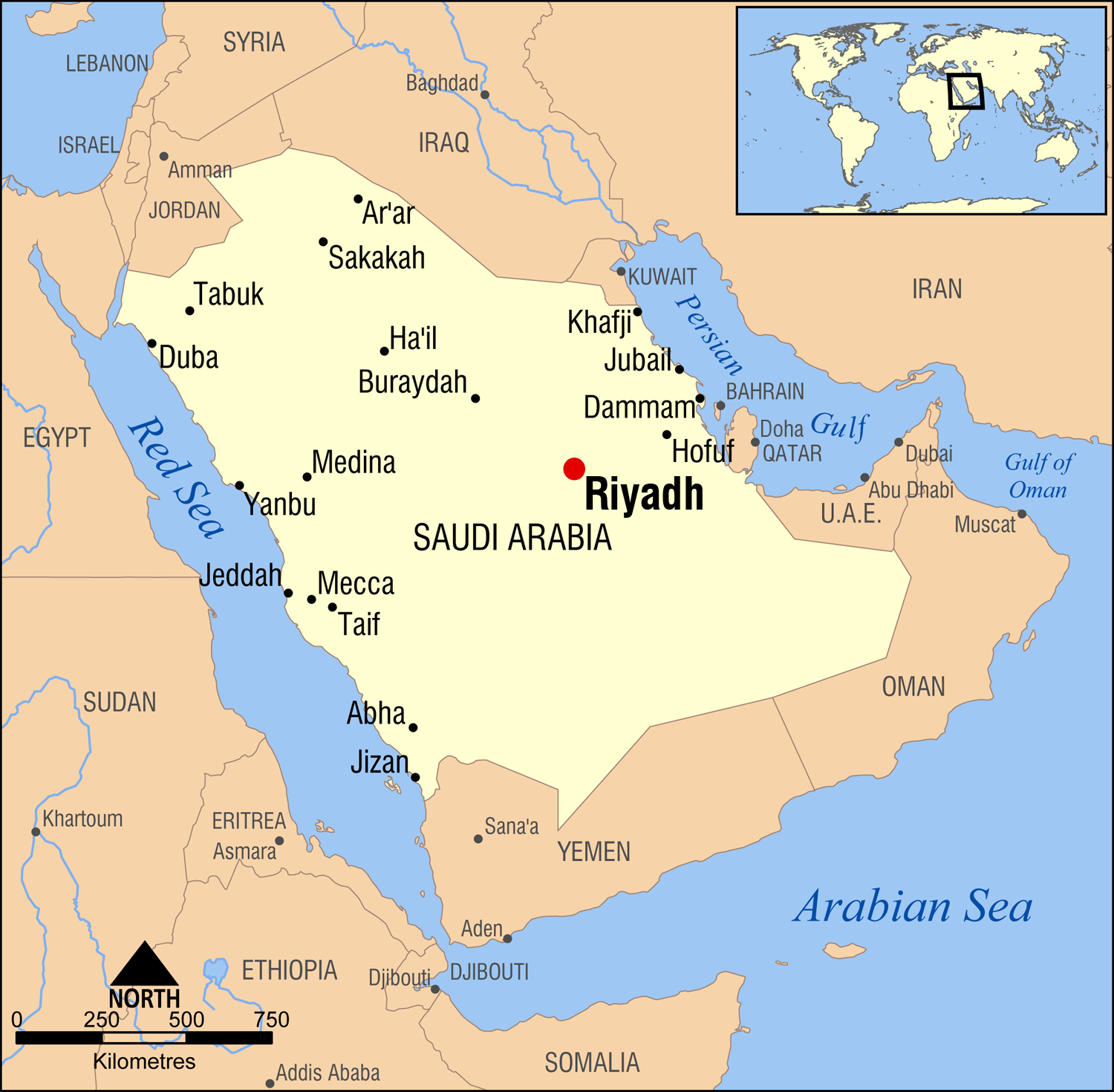
Főbb városok

### Domborzat
Felszínének központja az északról és délről kő- és homoksivatagokkal övezett Nedzsd kopár fennsíkja. A félsivatagi sztyeppvidéket keletről – Földünk kőolajban leggazdagabb vidéke – a Perzsa-öböl menti síkság határolja. A fennsíkot nyugatról a Vörös-tenger árkára meredeken leszakadó hegyvidék kíséri. Gazdaságának alapja hatalmas kőolajvagyona. A Föld legjelentősebb készleteivel rendelkezik és az első számú exportőr is.

### Vízrajz
Az egész, nagy kiterjedésű országban nincs egyetlenegy állandó vízfolyás vagy természetes tó sem. Az időnként előforduló felhőszakadások vizét vádik vezetik le.

### Éghajlat
Az ország legnagyobb részére a szélsőségesen meleg és száraz időjárás jellemző. Így nyáron előfordul az 50 °C feletti hőmérséklet is, az eddig mért legmagasabb hőmérséklet 51,7 °C volt. Télen fagy és hó is előfordulhat a belsőbb területeken illetve a magasabb hegyekben, de ezek a természeti jelenségek egy évtized alatt csak egy-kétszer tapasztalhatók. Az eddig mért legalacsonyabb hőmérséklet az ország területén −12 °C volt. Az átlagos téli hőmérséklet januárban 8-20 °C között mozog az ország olyan belsőbb városaiban mint Rijád, és 19-29 °C között a Vörös-tenger partján fekvő Dzsiddában. Az átlagos nyári hőmérséklet júliusban pedig 27-43 °C Rijádban és 27-38 °C Dzsiddában. Az éjszaka az ország belsőbb, sivatagos területein még nyári időszakban is csípősen hűvös, mivel napnyugta után a homok hamar kiadja magából a meleget.
Az átlagos évi csapadék mennyisége alacsony (100 mm körüli a legtöbb régióban), de a hirtelen felhőszakadások akár kisebb árvizeket is okozhatnak. Az átlagos évi csapadékmennyiség Rijádban 100 mm és majdnem kizárólag január és május között esik, Dzsiddában 54 mm, ami jellemzően november és január között hullik le.

### Élővilág, természetvédelem
A sivatagok növényzete gyér, szárazságtűrő fűfélék és cserjések fordulnak elő. Az oázisokban apró termetű madarak élnek. A némileg hűvösebb és csapadékosabb hegyekben Núbiai kőszáli kecske, arab leopárd, homoki macska, galléros pávián, farkas és csíkos hiéna él. A tengerekben a korallzátonyok élővilága gazdag.

#### Nemzeti parkjai
- Aszír Nemzeti Park

## Történelem

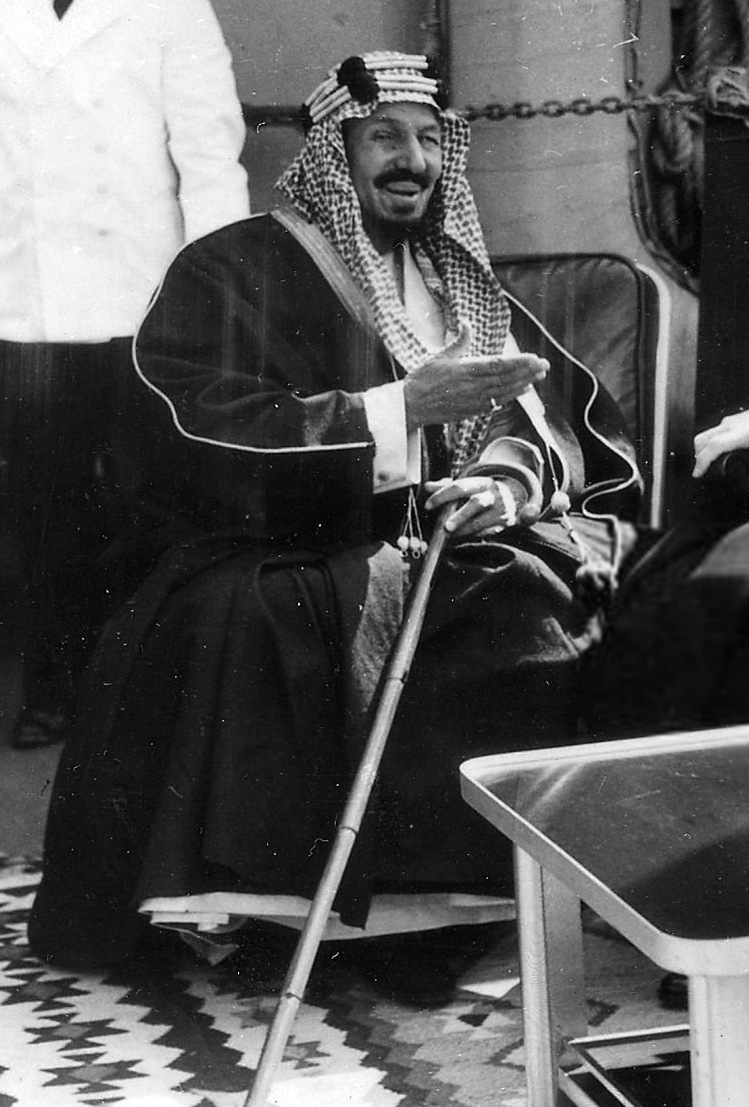
Abdul Aziz Ibn Szaúd, Szaúd Arábia első királya

Noha a területnek, amelyen az állam ma megtalálható, rendkívül ősi történelme van, a Szaúd-család eredete 1744-ig vezethető vissza. Ekkor ugyanis Mohamed ibn Szaúd, Diriyah város uralkodója egyesítette erőit Muhammad ibn Abd-al-Wahhab vallási vezetővel. Az így létrejött szövetség képezi az alapját a mai dinasztiának, amely Szaúd-Arábiát irányítja. Az alapítást követő 150 év a Szaúd-dinasztia számára hullámzó sikereket hozott, amint a szaúdi uralkodók Egyiptommal, az Oszmán Birodalommal és más helyi dinasztiákkal versengtek a félsziget feletti uralomért.
A mai állam létrejötte Abdul Aziz Ibn Szaúd nevéhez köthető, aki mint a fundamentalista vahabita szekta feje, megszerezte az uralmat Nedzsd (1914), majd Hidzsáz (1925) felett, és Szaúd-Arábia néven egyesítette a területeket.
1938-ban fedezték fel az ország első óriási kőolajkészletét. A nagyszabású kitermelés 1946-ban indult. Azóta a kőolaj Szaúd-Arábia nemzetközi befolyásának elsődleges alapja.

## Államszervezet és közigazgatás

### Alkotmány, államforma

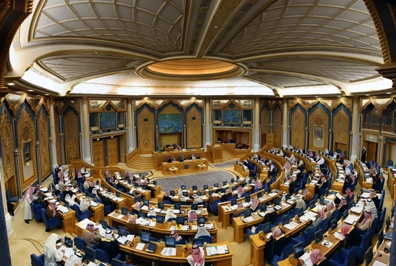
A királyi tanácsadó testület (Súra) fő ülésterme

A szaúdi állam abszolút monarchia, amelynek legfontosabb intézménye maga a Szaúd-dinasztia, amelyben a hatalom férfi ágon öröklődik. Az öröklés rendje az iszlám szokásoknak megfelelően nyitott, tehát az aktuális uralkodó jelöli ki legalkalmasabbnak vélt utódját a család férfitagjai közül. Az országnak nincs alkotmánya, sem választott kormánya (nem tartanak általános választásokat), így ezek hiányában a királyi jogkört hivatalosan nem korlátozza más, mint az iszlám szent könyve, a Korán (amely betölti az alkotmány funkcióját) és az  iszlám jogrendje, a Saría.
Ugyanakkor a királynak döntései során egyetértésre kell jutnia a vallási vezetőket tömörítő ulemával, és a jellemzően az uralkodói család tagjaiból álló Miniszterek Tanácsával. Emellett Fahd király a 20. század végén felállított egy – jelenleg 150 fős – királyi tanácsadó testületet a Súrát, amellyel a király szintén konzultál fontosabb döntései előtt.
Az állam irányítására vonatkozóan az egymást követő uralkodók saját szabályokat állítanak fel. A társadalom elismert tagjai több alkalommal szót emeltek már az állam demokratizálásáért, az alkotmányos monarchiáért, a választójog bevezetéséért, de idáig ez az igény süket fülekre talált az uralkodóknál, rosszabb esetben rosszallást és börtönbüntetést vont maga után.

#### Királyok
- Abd al-Azíz Ál Szaúd (1932–1953),
- Szaúd bin Abd al-Azíz Ál Szaúd (1953–1964),
- Fejszál bin Abd al-Azíz Ál Szaúd (1964–1975),
- Hálid bin Abd al-Azíz Ál Szaúd (1975–1982),
- Fahd bin Abd al-Azíz Ál Szaúd (1982–2005),
- Abdulláh bin Abd al-Azíz Ál Szaúd (2005–2015),
- Szalmán bin Abd al-Azíz Ál Szaúd (2015–máig)

### Törvényhozás, végrehajtás, igazságszolgáltatás
Iszlám jogrendszer, a saríára épülő igazságszolgáltatás. Bár a rabszolgatartást hivatalosan már 1962-ben eltörölték, de ma is létező jelenség; ezt – mivel jelentősen rontja az ország nemzetközi megítélését – titkolni próbálják. A szaúdi jogrendszer szerves részét képezi a halálbüntetés, amit időnként nyilvános lefejezésekben testesítenek meg.
2020. április 26-án Szalman király betiltotta a halálbüntetést az olyan esetekben, amikor a tettes kiskorú volt a bűncselekmény elkövetésének idején. A tilalom azonban nem vonatkozik „a terrorizmus-elleni” törvények kapcsán elítéltekre, márpedig az Amnesty International megítélése szerint ez az egyik leggyakrabban használt eszköz, hogy elsősorban a síita politikai ellenzéket és az emberi jogi aktivistákat halálra ítéljék és kivégezzék.

### Politikai pártok
Az országban a pártok működése tilos.

### Közigazgatási beosztás
Az országot 13 régió (mintaka, tbsz. manátik) alkotja:
1. al-Báha
2. al-Dzsauf
3. al-Hudúd as-Simálijja („az északi határ”)
4. al-Madína al-Munavvara (Medina)
5. al-Kaszím
6. ar-Rijád
7. al-Mintaka as-Sarkijja („a keleti tartomány”)
8. Aszír
9. Háil
10. Dzsázán
11. al-Makka al-Mukarrama
12. Nadzsran
13. Tabúk

## Népesség

### Általános adatok
Népessége 2018-ban kb. 33,7 millió fő. 2012-től a népesség körülbelül 80%-a nagyvárosi agglomerációkban él; főleg Rijádban, Dzsiddában, Dammamban stb.

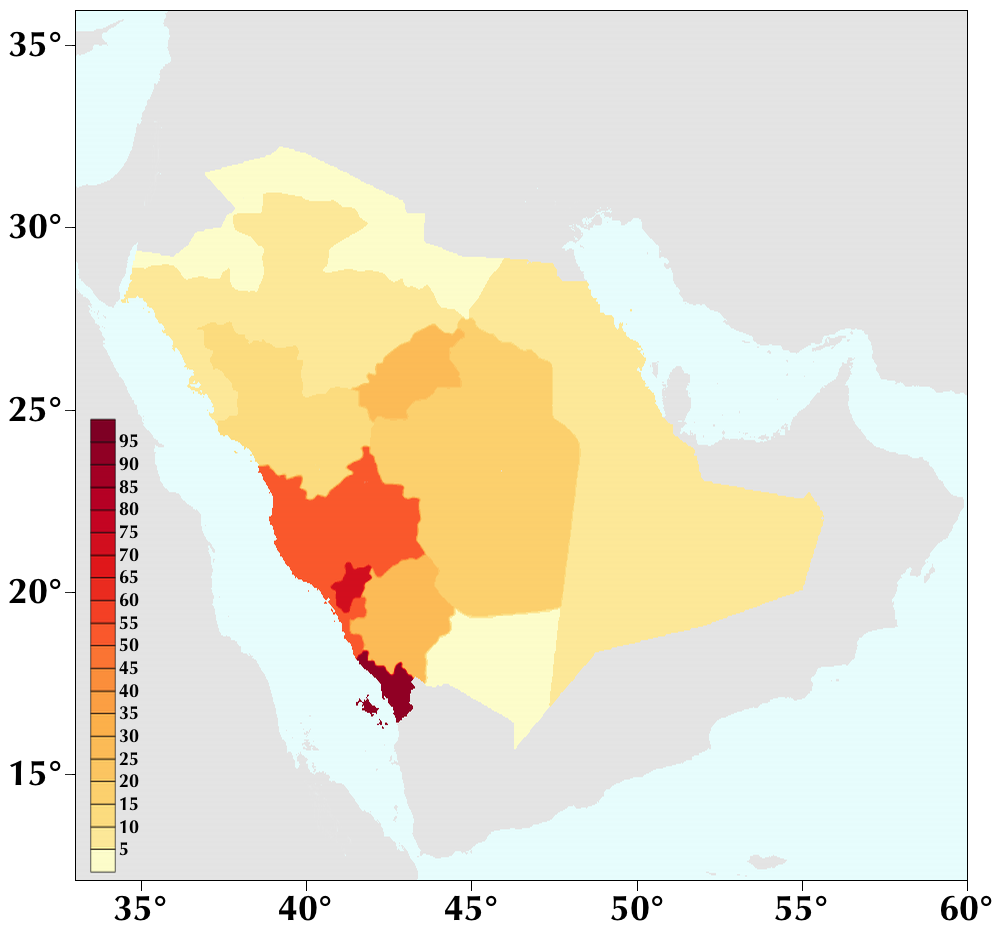
Szaúd-Arábia népsűrűsége 2010-ben

Az ország népességét 2008 júliusában több mint 28 millió főre becsülték, amely magában foglal több mint öt és félmillió bevándorlót illetve vendégmunkást.
A '60-as évekig a lakosság többsége nomád volt, de a robbanásszerű gazdasági fejlődés és a vele járó településszerkezeti változások, településfejlesztések következtében mára 95% letelepedett. A rabszolgatartást 1962-ben törölték el.
A születési ráta 2008-ban 28,85 fő, míg a halálozási ráta 2,49 fő ezer lakosra vetítve. Néhány városban és sűrűn lakott oázisban a népsűrűség meghaladja az 1000 főt négyzetkilométerenként. Az emberek 86%-a városban lakik.

### Népességének változása
| Lakosok száma | 4 072 110 | 4 992 625 | 6 342 159 | 8 722 480 | 12 592 829 | 16 739 895 | 19 060 850 | 22 852 333 | 26 796 375 | 33 000 000 |
|               | 1960      | 1966      | 1972      | 1978      | 1984       | 1991       | 1997       | 2003       | 2009       | 2018       |

| 1970 | 5,8  |
| 2000 | 20,8 |
| 2022 | 36   |

### Etnikai megoszlás
A lakosság körülbelül 90%-a arab. A 2000-es évek elején további körülbelül 10% dél-ázsiai származású. Ezen kívül az országban élnek még európai és afrikai munkások is. A legnagyobb számban vendégmunkások a következő országokból érkeztek a szaúdi királyságba: India, Banglades, Fülöp-szigetek, Pakisztán, Egyiptom, Jemen, Indonézia, Srí Lanka, Szudán, Törökország.
1990-ben 800 000 jemeni vendégmunkást utasítottak ki az országból, ezzel büntetve Jement az Irak elleni háborút ellenző hozzáállása miatt.
Megközelítőleg 240 000 palesztin él az országban,[mikor?] akik nem kaphatnak állampolgárságot, hogy ne veszítsék el identitásukat és a lehetőséget, hogy a későbbiekben visszatérjenek szülőföldjükre.

### Vallási megoszlás

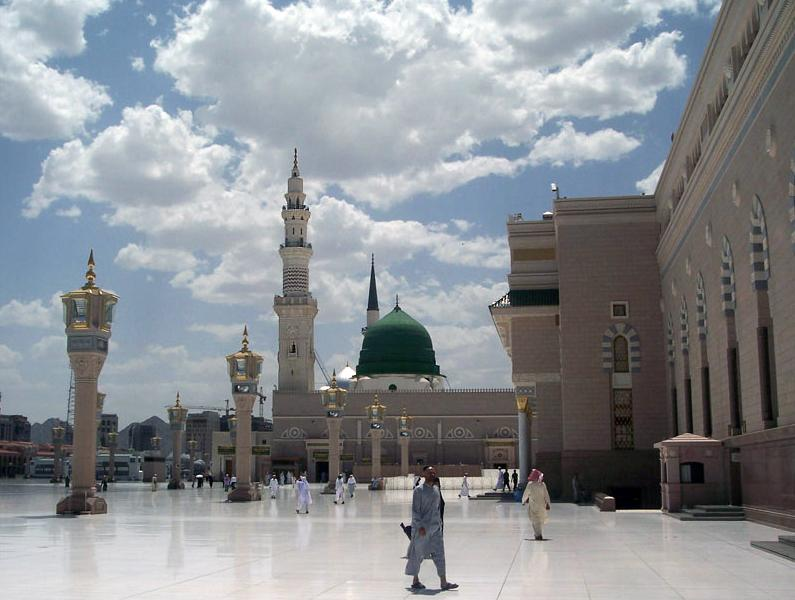
Maszdzsid an-Nabaví mecset, az iszlám egyik szent helye Medinában

A vallás tekintetében az állampolgárok 100%-a muszlim. A szaúdi törvény előírja, hogy minden állampolgárnak muszlimnak kell lennie.
Hivatalos statisztikák szerint az állampolgárok kb. 85%-a szunnita, 15%-a síita. A szunnita iszlám hivatalos és meghatározó formája az országban általában a vahhábizmus.
Az ahmadik (kadiánik) követőinek száma ismeretlen.
2001-es adat alapján mintegy 1,5 millió indiai dolgozott az országban, akiknek nagy része hindu. Becslések alapján mintegy 1-1,5 millió keresztény vendégmunkás is van az országban.

### Nyelv
Hivatalos nyelve az arab.

## Gazdaság

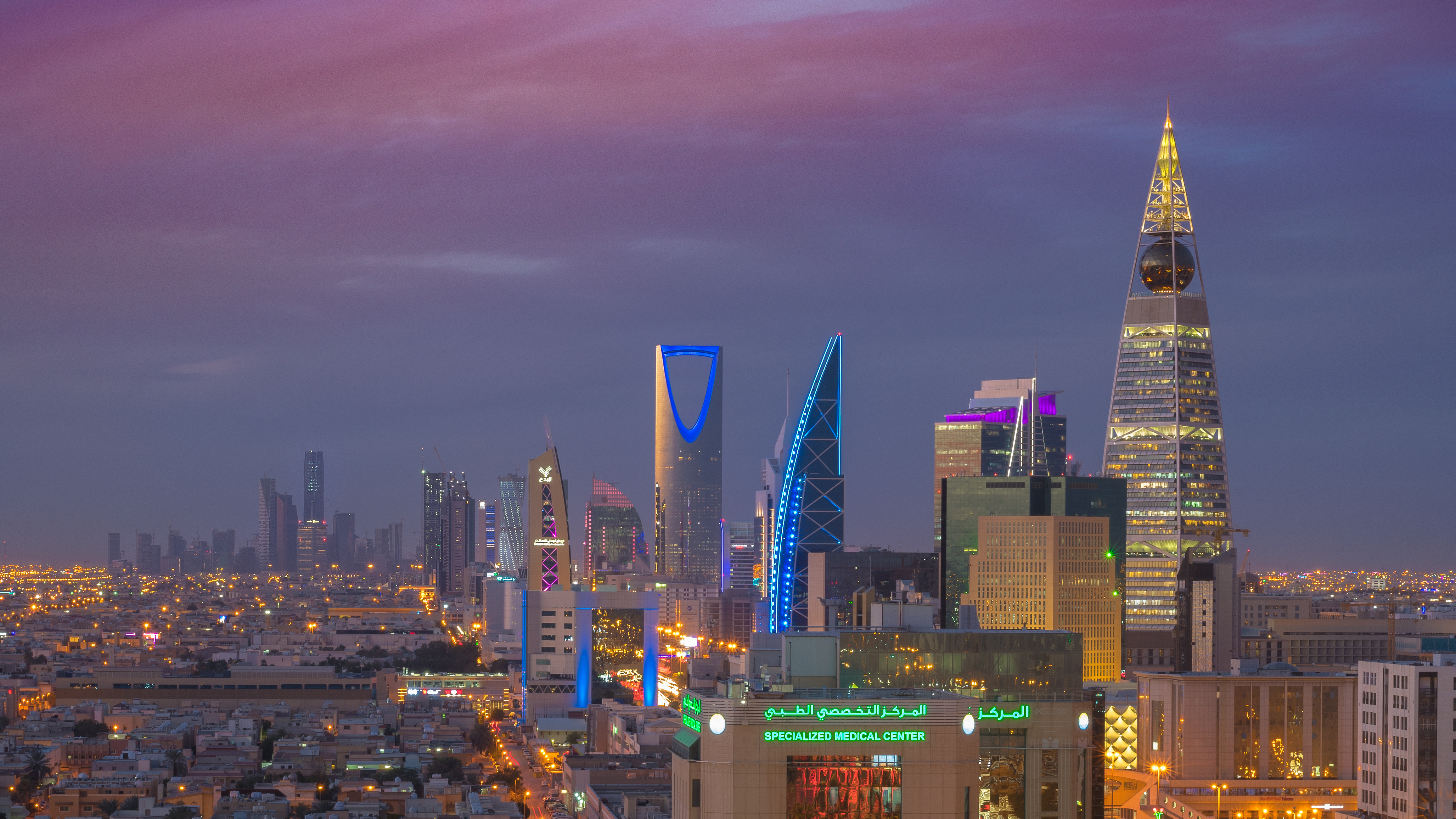
Rijád

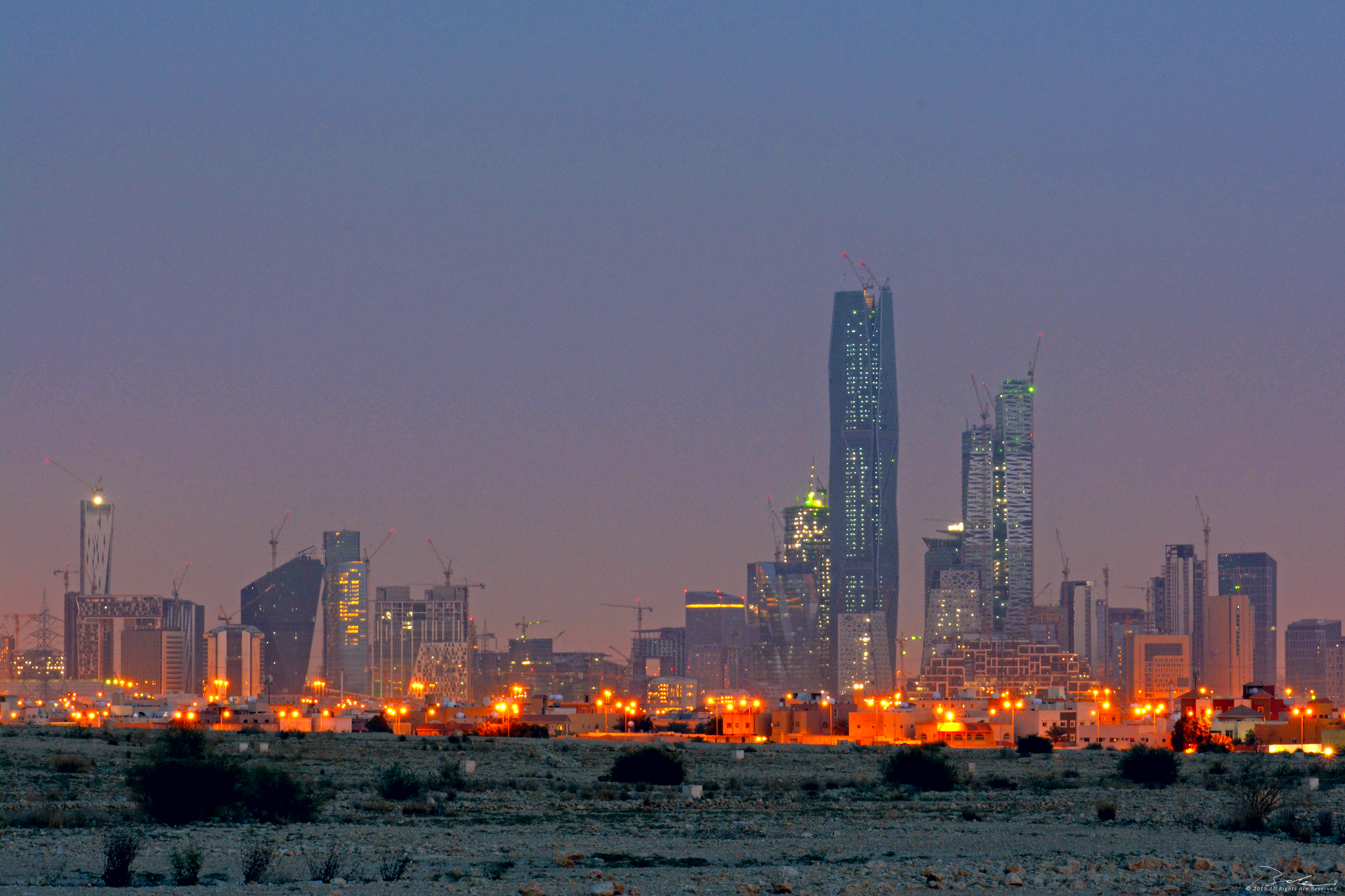
Abdulláh király üzleti negyed építés alatt Rijádban (2015)

Szaúd-Arábia gazdasága az olajra alapul: az állami bevételek 75, az exportbevételek 90%-a ebből származik. Az olajipar állítja elő a GDP 45%-át. Szaúd-Arábia a világ legnagyobb kőolaj-kitermelője és -exportőre; becslések szerint az országban található a Föld olajtartalékainak 24%-a.
A gazdasági mutatók alakulása 2010-2017 között:
| Év   | GDP (in Bil. US$ PPP) | GDP per fő (in US$ PPP) | GDP növekedés (real) | Infláció | Államadósság (GDP %-ban) |
| ---- | --------------------- | ----------------------- | -------------------- | -------- | ------------------------ |
| 2010 | 1,217.3               | 44,163                  | 4.8 %                | 3.7 %    | 8.4 %                    |
| 2011 | 1,370.2               | 48,288                  | 10.3 %               | 3.8 %    | 5.4 %                    |
| 2012 | 1,471.0               | 50,384                  | 5.4 %                | 2.9 %    | 3.0 %                    |
| 2013 | 1,534.7               | 51,167                  | 2.7 %                | 3.5 %    | 2.1 %                    |
| 2014 | 1,619.7               | 52,639                  | 3.7 %                | 2.2 %    | 1.6 %                    |
| 2015 | 1,704.5               | 54,956                  | 4.1 %                | 1.3 %    | 5.8 %                    |
| 2016 | 1,755.1               | 55,292                  | 1.7 %                | 2.0 %    | 13.1 %                   |
| 2017 | 1,773.6               | 54,777                  | −0.7 %               | −0.8 %   | 17.3 %                   |

### Általános adatok
Az Öböl Menti Együttműködési Tanács (GCC) tagja. Új pénznemet terveznek bevezetni a halídzsit.
Az állami költségvetés a kőolaj-kitermeléstől való egyoldalú függés miatt nagy mértékben ki van téve az olajár-ingadozásnak. Ennek következménye, hogy 2015-ben az alacsony olajár miatt a költségvetés hiánya 15%-ra emelkedett.

### Gazdasági ágazatok
A társadalmi össztermék megoszlása ágazatonként: mezőgazdaság 1,0%; ipar 75,7%; kereskedelem, szolgáltatás, hírközlés 9,4%; egyéb 13,9%.

#### Mezőgazdaság
A területek csak kis százaléka művelhető, mégis a lakosság túlnyomó része földműves. Az öntözetlen földeken rövid tenyészidejű növényeket tudnak termeszteni, amelyek a nyári aszály előtt betakaríthatók. Ilyen a búza, árpa, szőlő, mandula, pisztácia de a szikesedés miatt a földeket pihentetni kell. Az öntözött földeken nagyobb a lehetőség. Nedves szubtrópus növények is termeszthetők, mint például a citrusfélék, de az öntözetlen területek növényei is megteremnek kisebb kockázattal, s nagyobb termésátlaggal.

#### Ipar

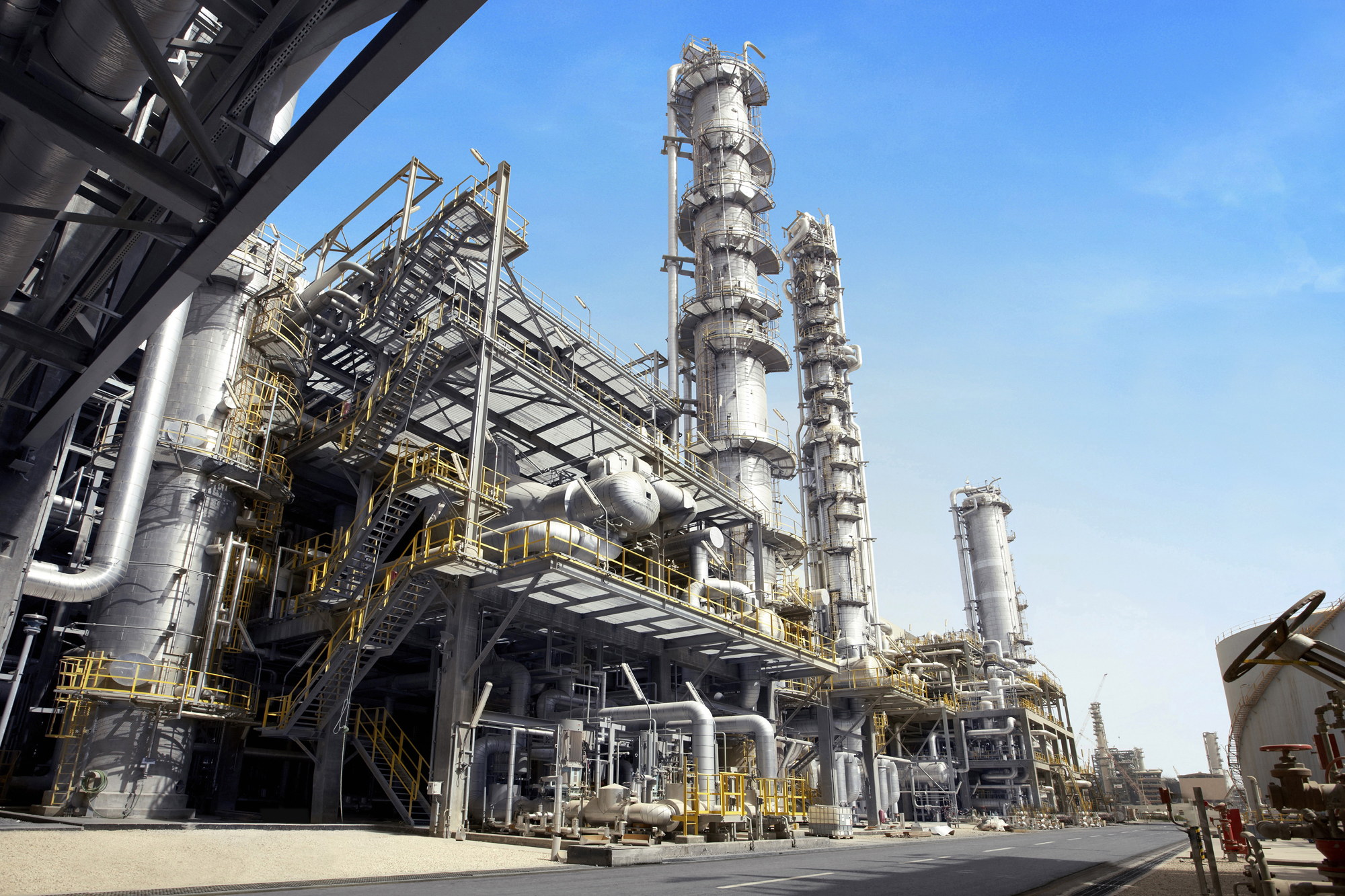
Kőolajfinomító

Feldolgozóipar: kőolaj-finomítás, cement- és műtrágyagyártás, vaskohászat, acélgyártás, elektromos gépgyártás, élelmiszeripar, üveg-, kerámia-, bőr- és háziipar. Az ország legnagyobb ipari vállalata a rijádi székhelyű Saudi Arabian Basic Industries Corporation, mely főként kémiai alapanyagokat, műanyagokat és műtrágyát gyárt. Bányászata a kőolajra és a földgázra épül. Egyéb termékek: gipsz, márvány, tengeri só.

#### Külkereskedelem
Szaúd-Arábia főbb importtermékei: gépek és berendezések, élelmiszerek, vegyszerek, gépjárművek, textíliák. Legfőbb kiviteli cikkek (90%-ban): kőolaj és kőolajtermékek.
Legfontosabb kereskedelmi partnerei 2017-ben :
- Export:  Japán 12,2%,  Kína 11,7%, Dél-Korea 9%, India 8,9%, USA 8,3%, Egyesült Arab Emírségek 6,7%, Szingapúr 4,2%
- Import:  Kína 15,4%,  USA 13,6%, Egyesült Arab Emírségek 6,5%, Németország 5,8%, Japán 4,1%, India 4,1%, Dél-Korea 4%

## Közlekedés

### Vasúti közlekedés
Szaúd-Arábia vasúthálózata 1378 km. Új nagysebességű vasútvonala, a Haramain HSR 2018-ban nyílt meg.

### Közúti közlekedés
Közúthálózata 151 470 km.

### Légi közlekedés
Az országban 71 repülőtér van.

### Vízi közlekedés
Az ország 12 kikötővel rendelkezik.

## Kultúra

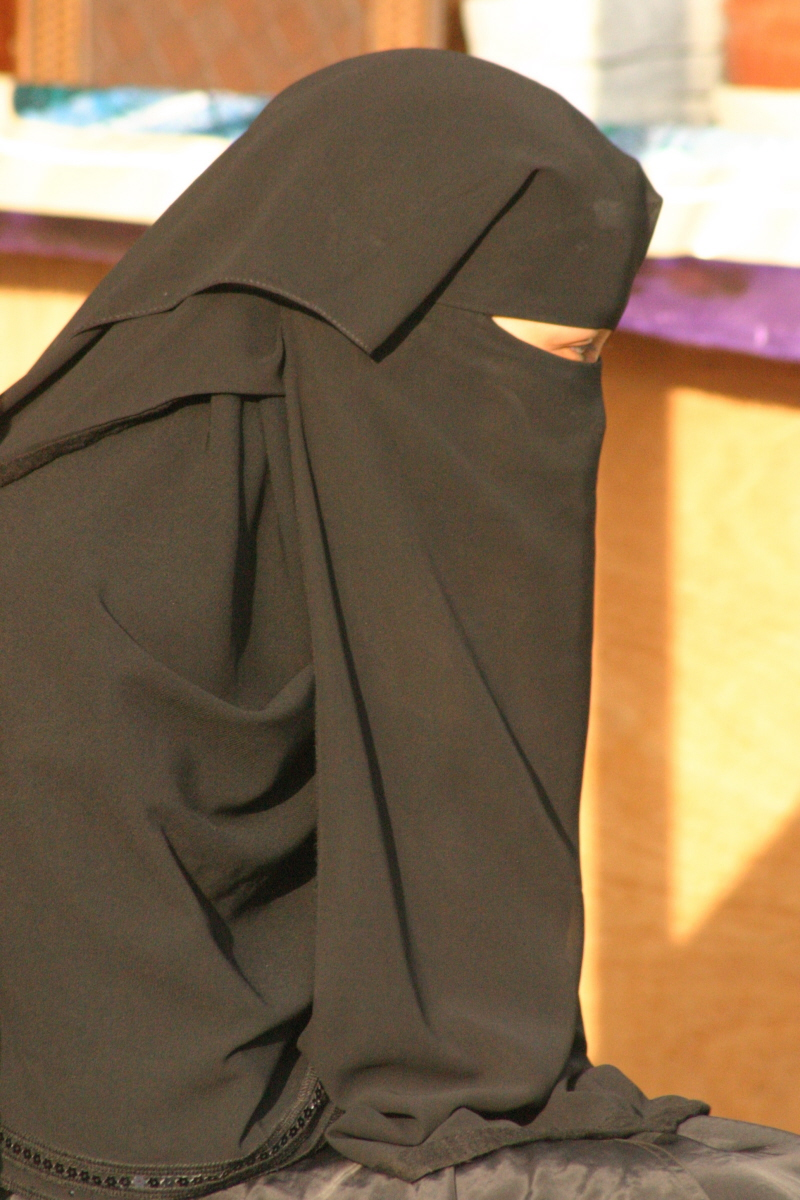
Egy nikábot viselő asszony

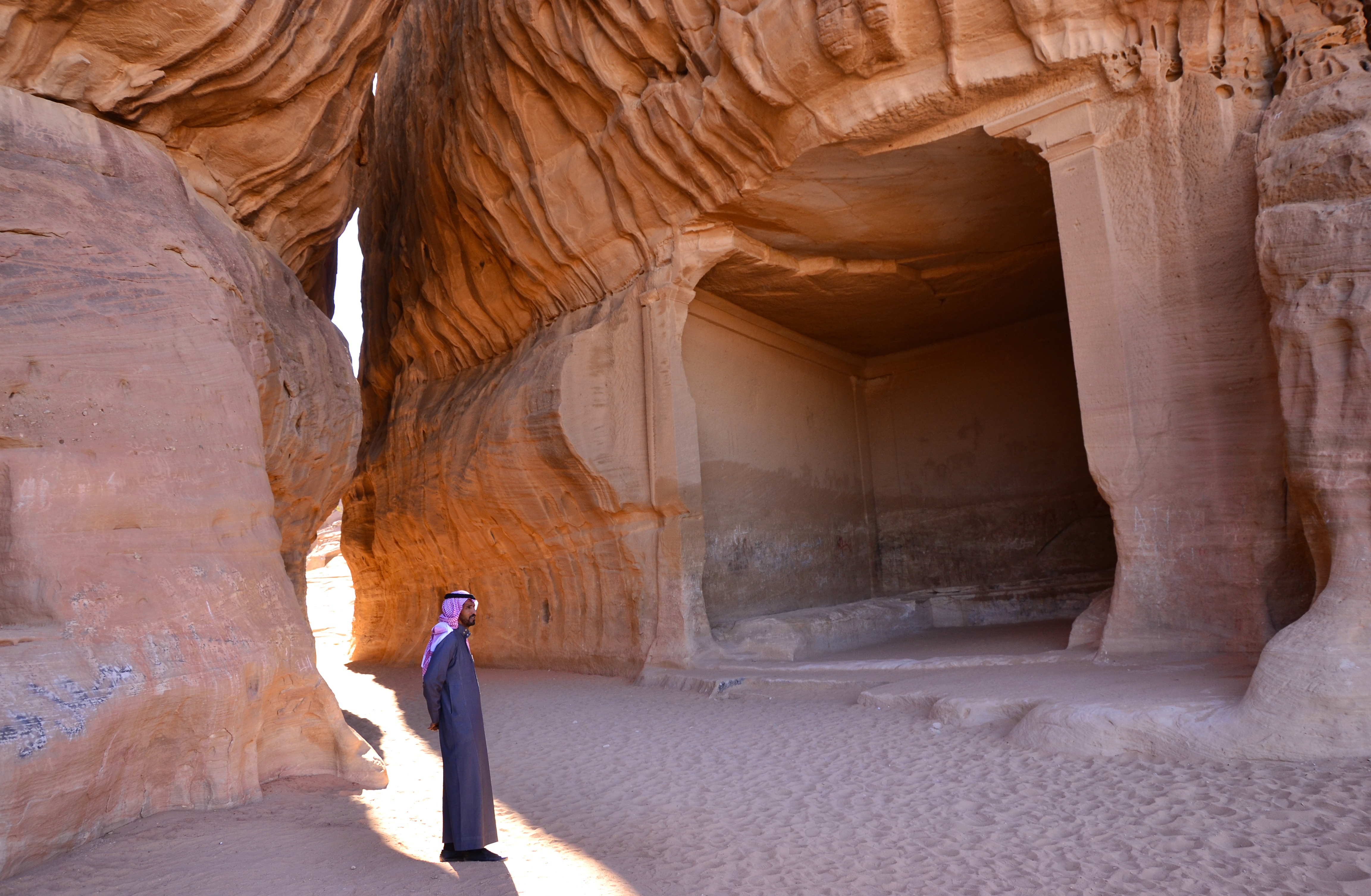
Madáin Szálih

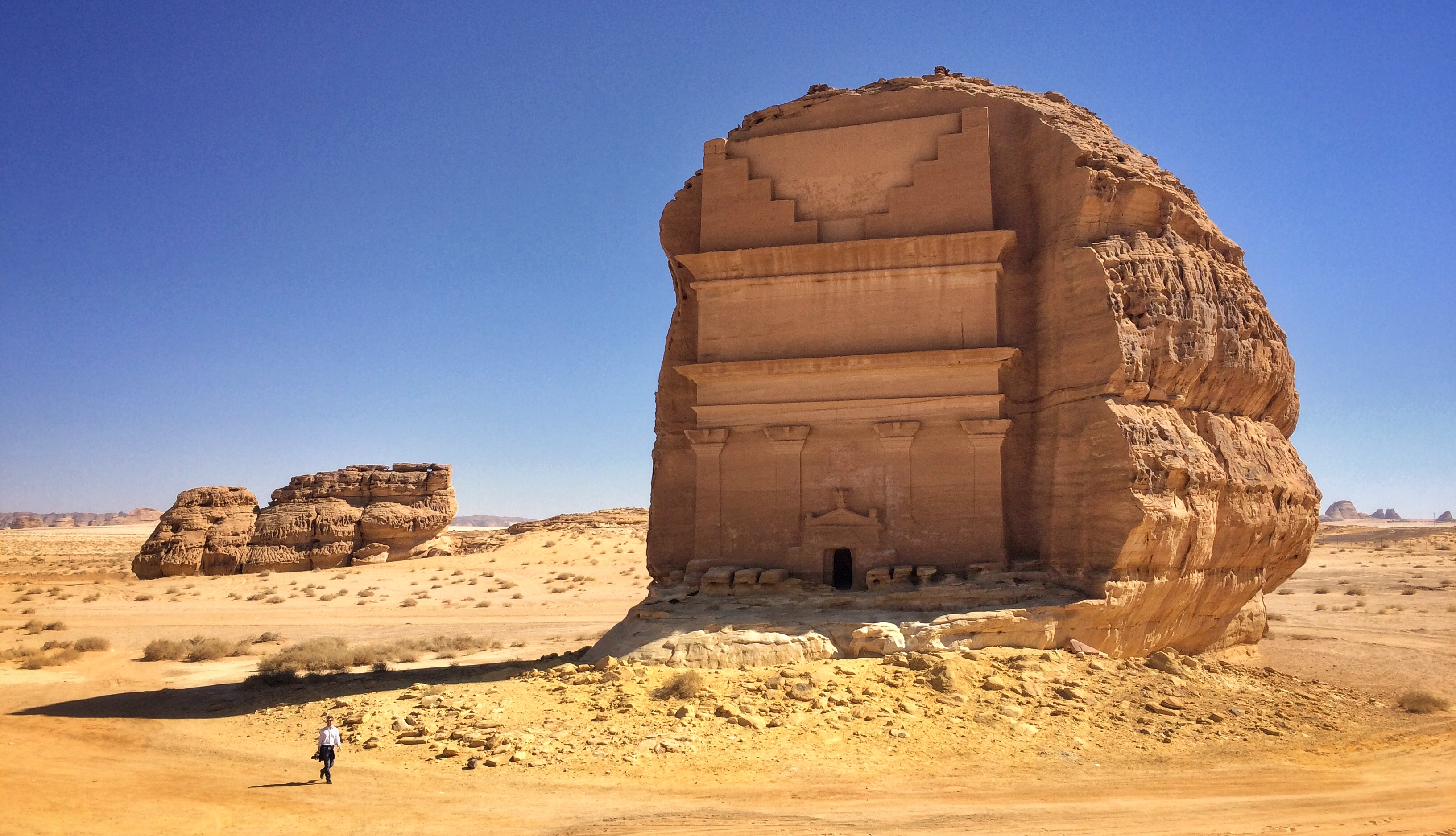
Qasr al Farid, ősi sziklába vájt nabateus sír

A fő tényezők, amelyek befolyásolják Szaúd-Arábia kultúráját, az iszlám örökség és a beduin hagyományok. Az iszlám Szaúd-Arábia államvallása, és törvényei megkövetelik, hogy minden állampolgár muszlim legyen. Sem a szaúdi állampolgároknak, sem a vendégmunkásoknak nincs joguk a vallásszabadsághoz. A mindennapi életet az iszlám előírásainak betartása és betartatása uralja.

### Kulturális intézmények
Szaúd Arábia területén van a muszlimok legfontosabb zarándokhelye, Mekka városa, benne a Kába-szentély. Az évi zarándoklat óriási tömegeket mozgató esemény.

### Kulturális világörökségi helyszínek
- Al-Hidzsr nabateus régészeti lelőhely[29] (Madáin Szálih)
- At-Turaif kerület Rijád Dirijja városrészében
- Dzsidda történelmi része
- Sziklarajzok a Hail régióban

### Hagyományok, néprajz
Az országban generációról generációra örökítik tovább a hagyományokat, mint a nemzet legfőbb kultúrkincsét. Így elsősorban az építészetben láthatjuk viszont, ahogy a hagyományos díszítőelemeket nagyszerűen beépítik és alkalmazzák a korszerű építéstechnológiákban.
A hagyományos építészet négy fő típusával találkozhatunk, amelyek egy-egy régióhoz kötődnek, így a Nedzsd, Hidzsáz, Aszír és az Arab-öböl partvidékének építészeti jellegzetességei.

### Időszámítás
Az országban az iszlám Hidzsra időszámítást alkalmazzák, amely 622. júl. 16-án kezdődött. Így 2015 az iszlámban az 1436–1437-es évnek felel meg.

### Gasztronómia
A szaúd-arábiai konyha hasonló az Arab-félsziget és a környező országok gasztronómiájához, továbbá a török, indiai, perzsa és afrikai konyha is befolyásolta. Az iszlám étrendi törvényeket betartatják: a sertéshús nem megengedett, más állatokat pedig a halal szerint vágnak le. Népszerű a kebab és a falafel, csakúgy, mint a shāwarmā, a pácolt bárány-, birka- vagy a grillezett csirkehúsételek.

## Turizmus

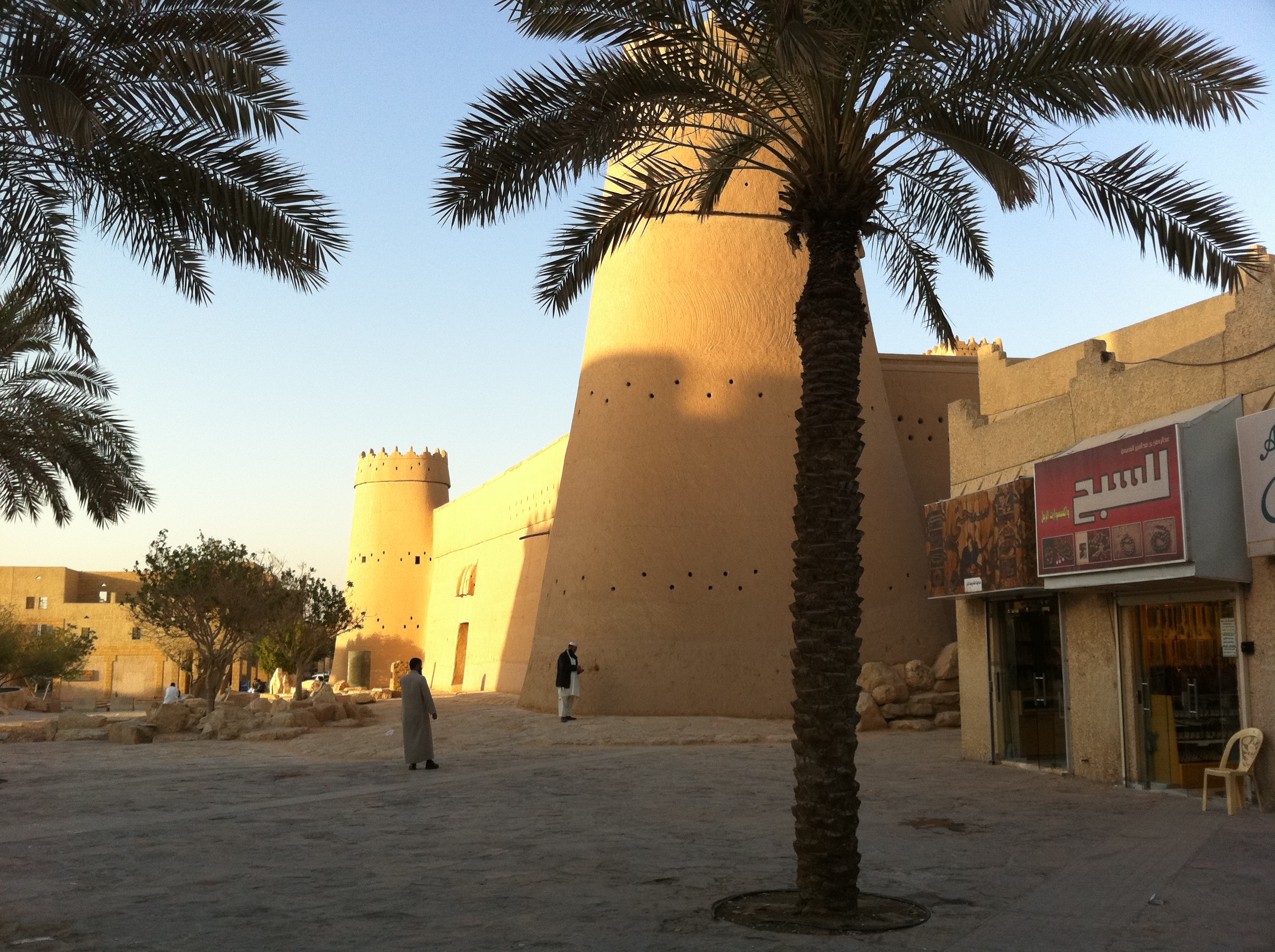
Maszmak erődje

A Szaúd-Arábiába érkező külföldi látogatók legnagyobbrészt vallási zarándokokból állnak. 2012-ben 14,3 millió látogató érkezett a királyságba, ezzel a 19. leglátogatottabb ország a világon.
Hosszú időn át az ország egyéni turista vízumot nem adott ki. Turistavízum igénylése csak utazási irodán keresztül volt lehetséges, csoportos úton, minimum 4 fővel.
Az ország 2019 szeptemberétől kezdődően úgy döntött, hogy megváltoztatja a turizmus területére vonatkozó politikát. Bevezették a Szaúd-Arábia eVisa programot, amely lehetővé teszi több mint ötven országból származó emberek számára, hogy online vízumot kérjenek.
Aki nem muszlim, Mekkába és Medinába továbbra sem utazhat be.

## Sport
A futball nemzeti sport Szaúd-Arábiában.
A hagyományos sportok, például a lóverseny, a teveverseny és a solymászat szintén népszerűek.

### Labdarúgás
A szaúdi arábiai labdarúgó-válogatottat Ázsia egyik legsikeresebb válogatottjának tartják[pontosabban?].

### Formula–1
2021 óta megrendezésre kerül a Formula–1 szaúd-arábiai nagydíj is.

## Média

### Televíziók
- Saudi TV 1
- Saudi TV 2
- Ekhbariya TV
- Al Ryadiah TV
- Al Majd TV

### Újságok
- Arab News
- Jazirah
- Madinah
- Arabia Online
- Asharq al Awsat
- Saudi Gazette
- Al Eqtisadiah
- Itidal
- Al Saudia Al Yawm
- Al – Watan

### Telekommunikáció
| Hívójel prefix | HZ, 7Z, 8Z |
| ITU zóna       | 39         |
| CQ zóna        | 21         |

## Ünnepek
| dátum (iszlám naptár) | név                      | helyi név         | megjegyzés                       |
| --------------------- | ------------------------ | ----------------- | -------------------------------- |
| Shawwal 1-3.          | A ramadán végének ünnepe | Eid al-Fitr       |                                  |
| Dhul-Hijjah 9-12.     | Áldozati ünnep           | Eid al-Adha       | A haddzs végének ünnepe          |
| Szept. 23             | Szaúdi Nemzeti Nap       | Al-Yawm-Al-Watani | A királyság egyesítésének napja. |